# Nishada nodicornis
Nishada nodicornis là một loài bướm đêm thuộc phân họ Arctiinae, họ Erebidae.